# Астахино
Астахино (рос. Астахино) — присілок в Пестовському районі Новгородської області Російської Федерації.
Населення становить 2 особи. Входить до складу муніципального утворення Охонське сільське поселення.

## Історія
Від 2004 року входить до складу муніципального утворення Охонське сільське поселення

## Населення
| 2010 |
| ---- |
| 2    |